# کرم زین‌به‌پشت
کرم زین‌به‌پشت (نام علمی: Acharia stimulea) لارو گونه‌ای از بید بومی شرق آمریکای شمالی است. این حشرهٔ زیبا به خاطر ظاهری که دارد بدین نام خوانده می‌شود.
رنگ سبز پشت این کرم که دارای یک حلقهٔ سفید است به یک زین شباهت دارد. همچنین در انتهای دو طرف سرش دارای شاخک‌هایی است و بدنش نیز دارای شاخک‌های مشابهی است که یک زهر آزاردهنده ترشح می‌کنند. تماس با موها باعث می‌شود پوست تاول زده و دردناک شود و برخی اوقات حالت تهوع در انسان ایجاد نماید. در این حالت موها باید سریعاً از پوست زدوده شوند تا جلوی پخش شدن بیشتر سم گرفته شود.
در جلوی سر این حشره دو نقطهٔ سفید رنگ وجود دارد که ظاهری به مانند چشم دارند.